# Rolf Strindberg
Rolf Strindberg, född 10 februari 1944 i Stockholm, död där 8 september 1974, var en svensk tecknare och målare.
Han var son till Tore Strindberg och Britt Barbro Kristina Holmgren. Strindberg studerade vid Konstfackskolans kvällskurser och Gerlesborgsskolans sommarkurs i Toulon samt för Arne Norberg i Måviken innan han slutligen studerade grafisk konst vid Kungliga konsthögskolan i Stockholm. Han medverkade i bland annat i Liljevalchs Stockholmssalonger. Han var på tidigt 1970-tal verksam som tecknare i Folket i Bild/Kulturfront och illustrerade bland annat originalutgåvan av P.C. Jersilds bok Stumpen. Strindberg är representerad vid bland annat Moderna museet i Stockholm.